# الناحية المركزية لمقاطعة لارستان
الناحية المركزية لمقاطعة لارستان (بالفارسية: بخش مرکزی شهرستان لارستان) (بالفارسية: بخش مرکزی شهرستان لارستان) هي ناحية من نواحي مقاطعة لارستان، محافظة فارس، إيران. بلغ عدد سكانها في إحصاء السكان عام 2006 ميلادية 124,134 نسمة في 30,613 عائلة. يوجد في هذه الناحية ثلاث مدن هي مدينة لار ومدينة لطيفي ومدينة خور. ويتبعها ثلاثة أقسام ريفية هي قسم درزوسابيان الريفي وقسم دهكويه الريفي وقسم حومه الريفي.